# Tazana Kamanga-Dyrbak
Tazana Kamanga-Dyrbak (født 12. januar 2002) er en dansk sprinter. Han løber for Sparta Atletik.
Kamanga-Dyrbak blev nummer to ved DM i både 100 m og 200 m løb i 2020.
I 2019 satte han sammen med Andreas Trajkovski, Kojo Musah og Frederik Schou-Nielsen ny dansk rekord på 4 x 100 meteren med 39,61 sekunder.
Sammen med Simon Hansen, Frederik Schou-Nielsen og Kojo Musah forbedrede Kamanga-Dyrbak den danske rekord i 4×100 meterløb ved VM i stafet i 2021, hvor kvartetten overraskende blev nummer fire i tiden 39,06 sekunder. Finalepladsen ved VM gav også kvalifikation til OL 2020 (afholdt i 2021).